# 瀬田交差点

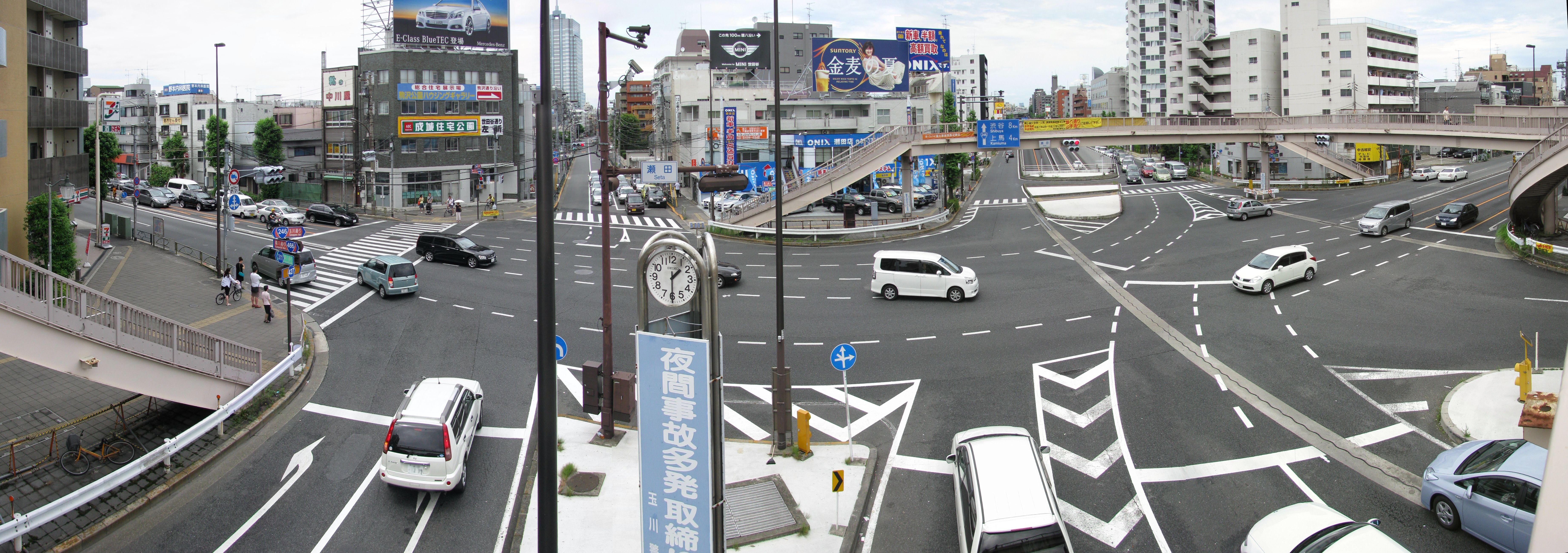
瀬田交差点全景

瀬田交差点（）は、東京都世田谷区にある交差点である。国道246号（玉川通り）、国道466号・東京都道311号環状八号線（環八通り）、東京都道427号瀬田貫井線の結節点になっており、国道466号及び東京都道427号瀬田貫井線の起点である。北緯35度37分16秒 東経139度37分53秒 / 北緯35.62111度 東経139.63139度座標: 北緯35度37分16秒 東経139度37分53秒 / 北緯35.62111度 東経139.63139度に位置している。
| 国道246号標識     | 国道466号標識     |
| 東京都道311号標識 | 東京都道427号標識 |

## 通過交通の結節点

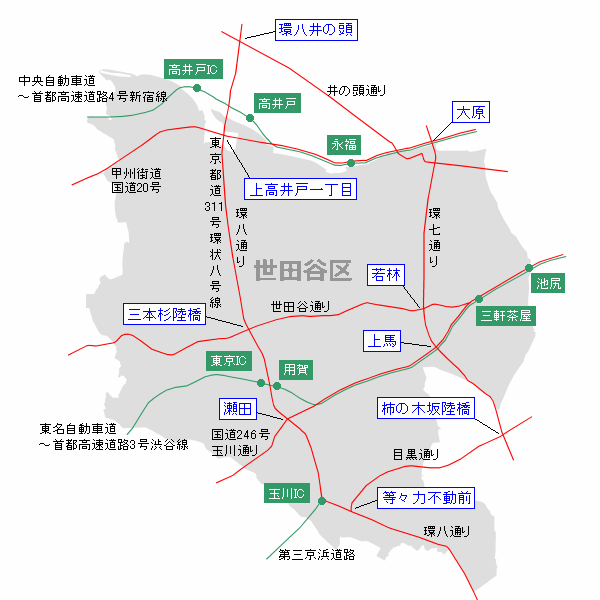
瀬田交差点は世田谷区の中央南部に位置する

本交差点は、環八通りと国道246号を接続する。国道246号は、渋谷、目黒、世田谷、川崎、横浜方面を連絡する幹線道路であり、環八通りは東京都区部の南部・西部・北部において複数の幹線道路を連絡する環状道路である。
環八通りを中心に本交差点の位置を概観すると、環八通りを介し北側約700mに東名高速道路東京ICや首都高速3号渋谷線用賀出入口があり、また同じく環八通りを介して南約2kmには第三京浜道路玉川ICがある。また、北には首都高速4号新宿線・中央自動車道高井戸ICや関越自動車道練馬IC、国道20号、青梅街道などの幹線道路があり、南には第三京浜道路のほか目黒通り、国道1号、国道15号があり、環八通りの南端は羽田空港につながっている。
こうした位置にある関係上、都内各地、もしくは高速道路を介して東京以西・以北各地より国道246号や第三京浜道路を介して川崎、横浜、もしくは目黒、渋谷方面又は羽田空港方面に向かう車輌が、本交差点を通過することとなる。
このような環境に加え、本交差点南側（環八通り）は、数十～数百mおきに信号のある交差点が連続し、高速度での円滑な通行を企図した構造になっていない。
以上のようなことから、本交差点は、環八通りの渋滞が頻繁に発生する。他方、国道246号は、本交差点を瀬田陸橋でアンダーパスしているため、本線を通る車による渋滞は見られない。

## 現況

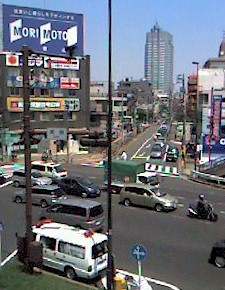
瀬田交差点。瀬田交差点歩道橋上西側において、東京都道427号瀬田貫井線用賀方向を望む。正面が用賀・世田谷ビジネススクエアSBSタワー、左右が環八通り。

### 交差点の構造
国道246号下り方向は、交差点手前では片側3車線となっており、最も左車線は側道へ、残り2車線が当交差点をアンダーパスし、側道は交差点で右折専用、右折及び直進、左折専用、の3車線に分岐する。上り方向は交差点手前では片側4車線となっており、左側の2車線は側道へ、右側の2車線が当交差点をアンダーパスし、側道は交差点で左折専用2車線、直進、右折専用2車線の計5車線に分岐する。
環八通り外回りは、交差点手前で片側4車線となっており、最も左側が国道246号への左折専用レーン、最も右側が国道246号への右折専用レーンである。環八通り内回りは、交差点手前で4車線となっており、最も左側が国道246号もしくは東京都道427号への左折専用レーン、もっとも右側が国道246号への右折専用レーンである。
東京都道427号瀬田貫井線は、左折専用、左折及び直進、右折専用、の3車線からなる。また同線は環八通り外回り及び玉川通り上りからは車両の進入はできない。

### 交通量

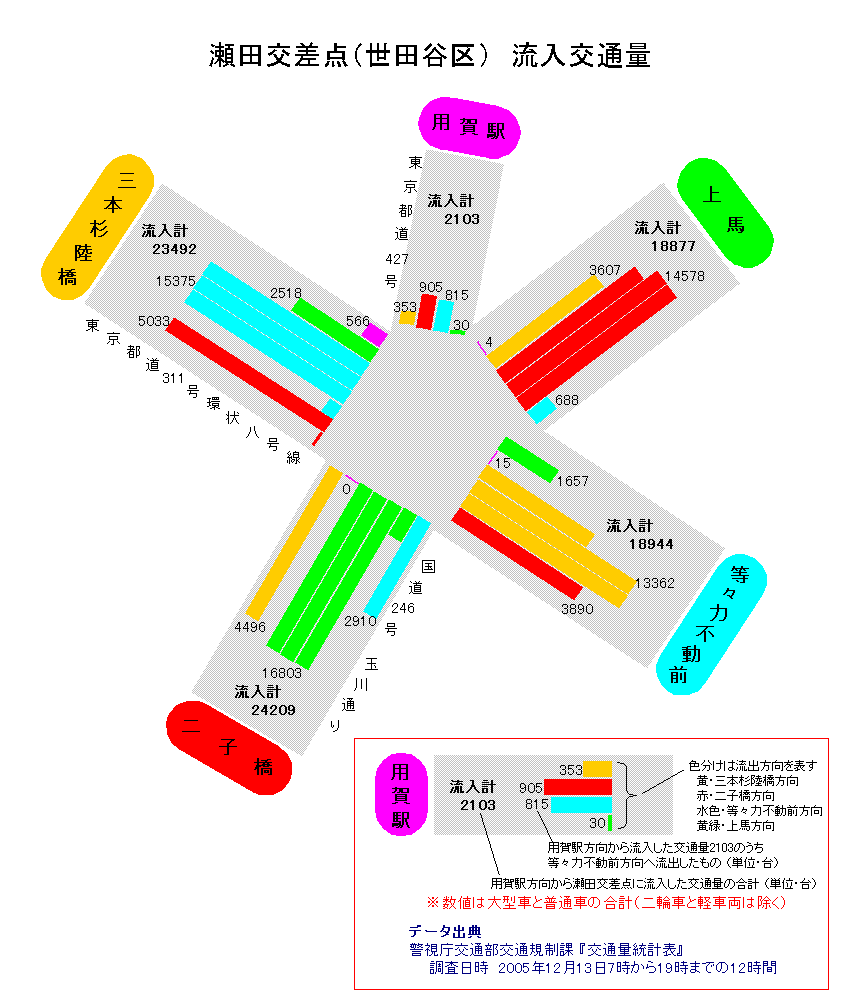
交差点への流入交通量（2005年12月）
用賀駅に向かう道路は交通量が少ない。上馬方向から進入する車両は直進が多く、他の3方向では右折車・左折車が30%ないし35%を占めることが読みとれる

警視庁交通部交通規制課『交通量統計表』（2005年12月調査）によると、日中（午前7時から午後7時まで）に瀬田交差点を通過する車両（二輪車を含む）は、1時間あたりおよそ8,000台前後である。朝夕のピーク時には9,000台を超える。交差点を通過する車両のおよそ7割は直進する。
12時間の交通量は総計96,084台である。同日同条件の下で調査された東京都内100交差点のうち、瀬田交差点は4番目に交通量が多い。95,000台を超えるのは、桜田門交差点・大橋交差点・大原交差点・大和町交差点の計5地点のみである。
東京都道427号瀬田貫井線は国道246号の旧道であり、用賀・玉川台地区の生活道路となっている。瀬田交差点を通過する車両のうち、東京都道427号瀬田貫井線へ流出する車両は全体の1%に満たない。東京都道427号瀬田貫井線から流入する車両も全体の3%程度であり、青信号時間は概ね5秒程度と短い。

## 玉電瀬田停留場

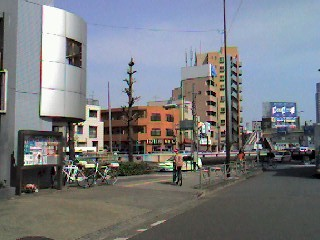
歩道部分が玉電瀬田停留場跡。手前の道路が軌道跡。奥は玉川通り瀬田陸橋側道。

瀬田交差点付近には、1969年（昭和44年）まで東急玉川線の瀬田停留場があった。停留場の位置は、玉川警察署瀬田交番の前（東・南側）で、玉川通り下り線側、二子玉川園方から見て電車線（専用軌道）と玉川通りとが合流する箇所である。現在、停留場跡は歩道として整備され、停留所付近の軌道跡は区道（一部区間は歩道、新玉川線上植樹帯）となった。
二子玉川園駅（現在の二子玉川駅）を発車した電車は、行善寺下までは現在の田園都市線の線路にあたる位置に存在した専用軌道を進み、そのまま勾配を上って瀬田停留場に到着。瀬田を発車後、環八通りを横断し旧大山街道（現在の東京都道427号瀬田貫井線）へほぼ直進し、併用軌道で用賀停留場へと向かっていた。